# Bela Horvat
Bela Horvat (u mađ. izvorima Horváth Béla) (Nijemet, 28. ožujka 1908. – 28. studenoga 1975.) je bio mađarski pjesnik i književnik.
Za hrvatsku kulturu je bitan po tome što je preveo djela Sándora Petőfija na hrvatski jezik i onda je to objavio 1914. u Subotici.
Pokopan je u Nijemetu.

## Djela o Horvatu
- Janja Prodan: Život i djelo Bele Horvata
- Janja Prodan: Bela Horvat u Nijemetskoj župi
- Stjepan Blažetin: Bela Horvat prevoditelj Petöfija

## Vanjski izvori
- Vijenac br.264/2004.  Arhivirana inačica izvorne stranice od 27. lipnja 2008. (Wayback Machine) Ogranak Matice hrvatske Pečuh i Župni ured Nijemet 28. ožujka obilježili su u nijemetskoj crkvi 130. obljetnicu rođenja Bele Horvata, 15. travnja 2004.
- [neaktivna poveznica] Kukinj: Znanstveni skup o bošnjačkim Hrvatima, 20. studenoga 2008.
- Hrv. riječ Dobar primjer, 2. travnja 2004.